# Сент-Пол-Айленд (аэропорт)
Аэропорт Сент-Пол-Айленд (англ. St. Paul Island Airport), (ИАТА: SNP, ИКАО: PASN, FAA LID: SNP) — государственный гражданский аэропорт, расположенный на острове Святого Павла, штат Аляска, США.

## Операционная деятельность
Аэропорт Сент-Пол-Айленд находится на высоте 19 метров над уровнем моря и эксплуатирует одну взлётно-посадочную полосу:
- 18/36 размерами 1981 x 46 метров с асфальтовым покрытием.

За период с 31 декабря 2006 года по 31 декабря 2007 года Аэропорт Сент-Пол-Айленд обработал 410 операций взлётов и посадок самолётов (в среднем 34 операций ежемесячно), из них 63 % пришлось на рейсы аэротакси, 24 % составили рейсы военной авиации и 12 % — авиации общего назначения: